# Enough
Enough er en Hollywoodthriller fra 2002 med Jennifer Lopez i hovedrollen som Slim.

## Handling
Den centrerer sig om Slim og hendes datters flugt fra en voldelig kæreste.
Mens hun er bortrejst lærer hun selvforsvar, og vender tilbage for at hævne sig.